# آرشیو آنا
آرشیو آنا یا آناز آرکایْو (انگلیسی: Anna's Archive) یک موتور جستجو برای دسترسی کلی به کتابخانه‌های در سایه (مانند کتابخانه جنسیس) است که با نام مستعار آنا ایجاد شده است.  این وبسایت در پاسخ مستقیم به تلاش‌های مختلف قانونی برای تعطیل کردن Z-Library در سال 2022 تأسیس شد. هدف خود را «فهرست‌نویسی همه کتاب‌های موجود» و «ردیابی پیشرفت بشریت در جهت دسترسی آسان همه این کتاب‌ها به صورت دیجیتالی» توصیف کرده است. 